# N297 (België)
De N297 is een gewestweg in Etterbeek, België in het Jubelpark met de straatnaam Ridderschapslaan. De weg heeft een lengte van ongeveer 450 meter. De weg begint bij de kruising met de N295 en eindigt vlak voor de N296.